# Kenyapithecus wickeri
A Kenyapithecus wickeri egy, a miocén földtörténeti korban Afrika területén élt főemlős volt, melynek maradványait Louis Leakey régész és antropológus fedezte fel 1961-ben Kenya területén. Habár Leakey szerint a Kenyapithecus wickeri tekinthető az emberfélék legkorábbi ismert ősének, nézetét a későbbiekben sokan támadták.

## Leírása
A Kenyapithecus wickeri fogazata már jelentős mértékben hasonlított a modern emberszabású majmokéra. Masszív állkapcsa volt, melyben nagyméretű zápfogak és előzápfogak ültek, melyek valószínűleg a kemény táplálék megrágásában nyújtottak segítséget. A majom metszőfogai azonban leginkább a napjainkban élő sátánmajomformák (Pitheciinae) metszőfogaihoz voltak hasonlatosak.
Az előkerült maradványok alapján a Kenyapithecus az első olyan majomfaj, mely a földi helyváltoztatás során a mai emberszabású majmokhoz hasonlóan a csuklóján járt, a testfelépítés ilyen jellegű átalakulása pedig egy jele lehet a földi életformára való fokozatos áttérésnek a fák lomboronájában való élet helyett.
Louis Leakey miután 1961-ben a kenyai Fort Ternanban felfedezte a fajt, az ember legkorábbi, addig ismert ősének tartotta. A későbbiekben azonban több paleontológus is támadta Leakey nézetét. Szerintük a Kenyapithecus túl primitív ehhez és mindössze egy kevéssel tűnik fejlettebbnek a Proconsul nembe tartozó majomfajoknál, amelyek még a cerkófmajmok és az emberszabású majmok őseinek a szétválása előtti korból származnak.